# Kšely
Kšely jsou obec ležící v okrese Kolín, zhruba 4,5 km jihovýchodně od Českého Brodu, v nadmořské výšce 248 m. Obec čítá 235 obyvatel.
Kšely je také název katastrálního území o rozloze 4,52 km2.

## Historie
První písemná zmínka o obci pochází z roku 1266. Po vydání tolerančního patentu na konci 18. století se obec stala významným centrem reformované církve na Kolínsku.
V roce 1886 byl v obci založen Sbor dobrovolných hasičů.

### Územněsprávní začlenění
Dějiny územněsprávního začleňování zahrnují období od roku 1850 do současnosti. V chronologickém přehledu je uvedena územně administrativní příslušnost obce v roce, kdy ke změně došlo:
- 1850 země česká, kraj Pardubice, politický okres Černý Kostelec, soudní okres Český Brod[6]
- 1855 země česká, kraj Praha, soudní okres Český Brod
- 1868 země česká, politický i soudní okres Český Brod
- 1939 země česká, Oberlandrat Kolín, politický i soudní okres Český Brod[7]
- 1942 země česká, Oberlandrat Praha, politický i soudní okres Český Brod[8]
- 1945 země česká, správní i soudní okres Český Brod[9]
- 1949 Pražský kraj, okres Český Brod[10]
- 1960 Středočeský kraj, okres Kolín
- 2003 Středočeský kraj, obec s rozšířenou působností Český Brod

### Rok 1932
V obci Kšely (526 obyvatel, poštovna, evangelický kostel) byly v roce 1932 evidovány tyto živnosti a obchody: cihelna, obchod s cukrovinkami, obchodník s dobytkem, 2 hostince, kapelník, kovář, obchod s mlékem, mlýn, obuvník, pekař, 10 rolníků, řezník, 3 obchody se smíšeným zbožím, trafika.

## Místní názvy
V Kšelích je několik lokalit, které mají místní názvy: Uhlíkov, V Benátkách, Za Humny a Nad Vsí.

## Pamětihodnosti
- Evangelický kostel – Jednolodní pozdně barokní stavba vytvořená přístavbou toleranční modlitebny z let 1792–1810. Po roce 1862 byl k původní obdélné modlitebně přistavěn oválný presbytář a nad jižním průčelím byla zdvižena hranolová věž. Kostel sloužil svému původnímu účelu do poloviny 20. století.
- Evangelická fara čp. 27 – Patrová obdélná stavba stojící vedle kostela byla do dnešní historizující podoby upravena koncem 19. století.
- Evangelická škola čp. 38 – Přízemní obdélná stavba z konce 19. století stojí na návsi před modlitebnou. Dnes je zde hostinec.
- Evangelický hřbitov – Hřbitovní areál založený roku 1844 leží asi 300 m severozápadně od vsi.
- Památník Obětem světové války.[5]

## Doprava
Dopravní síť
- Pozemní komunikace – Do obce vede silnice III. třídy. Po hranici katastrálního území obce ve vzdálenosti 1 km vede silnice II/108 Český Brod - Kostelec nad Černými lesy - Stříbrná Skalice.

- Železnice – Železniční trať ani stanice na území obce nejsou. Nejbližší železniční stanicí je Český Brod ve vzdálenosti 5 km ležící na trati 011 z Prahy do Kolína.

Veřejná doprava 2011
- Autobusová doprava – V obci měly zastávky autobusové linky Český Brod-Vitice-Oleška-Kouřim (v pracovních dnech 9 spojů, o víkendech 2 spoje) a Čelákovice,nám.-Mochov-Český Brod-Kouřim (v pracovních dnech 11 spojů, o víkendech 4 spoje) (dopravce Okresní autobusová doprava Kolín, s. r. o.).

## Galerie

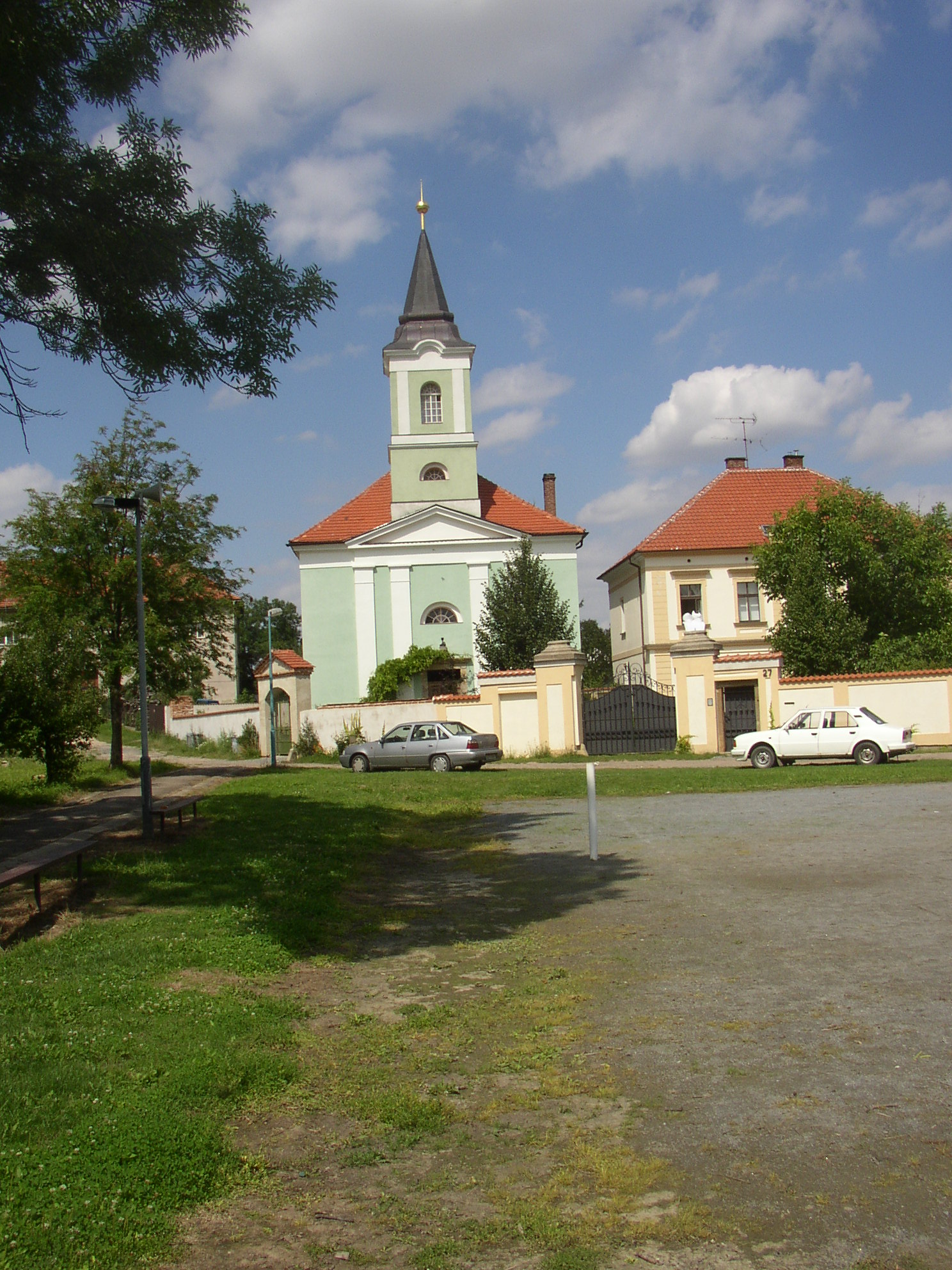
Bývalý evangelický kostel

## Rodáci
- Václav Plocek (* 1839), poštmistr v Blížkovicích, propagátor a učitel volapüku[12]